# أسطوانة أنطيوخوس
إسطوانة أنطيوخوس (أو أنطيوخس) هي إسطوانة عبادة مكتوبة باللغة الأكادية التقليدية لأنطيوخس الأول سوتر، ق. 250 قبل الميلاد. اكتُشفَت في بورسيبا، وهي موجود الآن في المتحف البريطاني (BM 36277). 
يُترجم النص على النحو التالي:
أنطيوخوس، الملك العظيم، الملك الجبار، ملك العالم، ملك بابل، ملك جميع البلدان، القيّم على إيساغيلا وإزيدا، الابن البكر لسليوكوس، الملك، المقدوني، ملك بابل – هذا أنا.
عندما رغبتُ في بناء إيساغيلا وإزيدا، قمت بصنع اللبنات الأولى لإيساغيلا وإزيدا في أرض حاتي بيديَّ الطاهرتين مستخدمًا زيتًا نقيًا عالي الجودة، ونقلتها لوضع أساسات إيساغيلا وإزيدا. في شهر أدارو، في اليوم العشرين، من السنة الثالثة والأربعين، وضعتُ أساس إزيدا، الهيكل الحق، معبد نابو، الذي يقع في بورسيبا.
أيها الإله نابو، الابن السامي، الحكيم بين الآلهة، المتفاخر، الجدير بالمدح، الابن البكر للإله مردوخ، نسل الملكة إيروا، التي تخلق النسل – انظر إليَّ بفرح، وبأمرك السامي الذي لا يتغير، فليكن إسقاط بلاد أعدائي، وتحقيق انتصاراتي، والتفوق على أعدائي بالنصر، والملكية العادلة، وحكم الازدهار، وسنوات السعادة، والتمتع الكامل بسنٍّ متقدمة، هدية تُمنح لملك أنطيوخس وولده الملك سلوقس، إلى الأبد.
يا ابن الأمير (مردوخ)، نابو، ابن إيساغيلا، الابن البكر لمردوخ، نسل الملكة إيروا: عند دخولك إلى إزيدا، البيت الحق، بيت ألوهيتك، مسكن رغبة قلبك، بفرح وابتهاج، فليكن – بأمرك الحق الذي لا يُنقض – أن تطول أيامي، وتكثُر سنواتي، ويثبت عرشي، ويطول حكمي، على لوحك السامي الذي يحدد حدود السماء والأرض.

ليكن قدري الطيب ثابتًا دومًا في فمك الطاهر، ولتنتصر يداي على البلدان من شروق الشمس حتى مغربها، لأحصي جزياتهم وأُقدِّمها لإكمال إيساغيلا وإزيدا. أيها الإله نابو، الابن المتقدم، عند دخولك إلى إزيدا، البيت الحق، فليُثبت قدرك الطيب، لأنطيوخوس، ملك جميع البلدان، ولابنه الملك سلوقس، ولزوجته ستراتونيكي، الملكة، بأمرك.— نص أسطوانة أنطيوخوس